# Glee: The Music, The Rocky Horror Glee Show
Glee: The Music, The Rocky Horror Glee Show est un EP regroupant les chansons entendues au cours du 5e épisode de la deuxième saison de la série télévisée Glee. Il est sorti le 19 octobre 2010 aux États-Unis. Les chansons de cet album sont tirées de la comédie musicale The Rocky Horror Show et du film adapté de la comédie musicale The Rocky Horror Picture Show.

## Liste des titres
1. Science Fiction / Double Feature (Naya Rivera) (4:28)
2. Dammit, Janet! (Lea Michele et Cory Monteith) (2:41)
3. Whatever Happened to Saturday Night? (John Stamos) (3:04)
4. Sweet Transvestite (Amber Riley) (2:59)
5. Touch-a, Touch-a, Touch-a, Touch Me (Jayma Mays) (2:29)
6. There's a Light (Over at the Frankenstein Place) (Lea Michele, Cory Monteith, Chris Colfer) (2:33)
7. The Time Warp (Lea Michele, Cory Monteith, Amber Riley, Kevin McHale, Jenna Ushkowitz, Dianna Agron, Chris Colfer, Heather Morris, Naya Rivera, Harry Shum Jr, Chord Overstreet) (3:13)

## Classements
| Pays       | Meilleure Position | Certifications | Ventes  |
| ---------- | ------------------ | -------------- | ------- |
| Australie  | 8                  |                |         |
| Canada     | 10                 |                |         |
| Irlande    | 15                 |                |         |
| États-Unis | 6                  |                | 107 376 |